# Leioproctus arnauellus
Leioproctus arnauellus är en biart som beskrevs av Michener 1989. Leioproctus arnauellus ingår i släktet Leioproctus och familjen korttungebin. Inga underarter finns listade i Catalogue of Life.